# Aspidoras
Aspidoras — рід з підродини Corydoradinae родини Панцирні соми ряду сомоподібних. Має 22 види. Наукова назва походить від грецьких слів aspis — «щит» і doras — «шкіра».

## Опис
Загальна довжина представників цього роду коливається від 2 до 5,4 см. Зовнішністю нагадують сомів з роду Corydoras. Голова середньої розміру. Очі помірно великі. Особливістю є наявність ззаду на верхній частині голови великої пластинки. На верхній щелепі (біля морди) є 2 пари добре розвинених вусиків. Тулуб стиснутий з боків та в області черева. Тулуб з 2 рядками кісткових пластинок з кожного боку, що перекривають одна одну, нагадуючи своєрідний панцир. Вони поєднуються з твердими кістками голови. Звідси походить назва цих сомів. Спинні та грудні плавці широкі. Перший спинний плавець великий з 7-8 м'якими променями. Плавальний міхур двокамерний, розташований у кістяній капсулі. Грудні і черевні плавці невеличкі. Анальний плавець короткий. Жировий плавець у передній частині черева. Хвостовий плавець широкий, дещо розрізаний.
Забарвлення жовтувато-білого кольору з темними плямами, починаючи від сірого до чорного.

## Спосіб життя
Зустрічаються на мілині, зарослою рослинністю. Деякі види живуть в струмках (A. depinnai), а такі види, як A. pauciradiatus зустрічаються у швидкій течії. Є колективними, утворюють значні групи. Великі аспідораси, такі як A. taurus ведуть донний спосіб життя, а A. pauciradiatus можуть вільно плавати в товщі води і відпочивати на листках рослин. Живляться дрібними безхребетними.
Самиця відкладає ікру на стебла і листя рослин.

## Розповсюдження
Поширені в східній і центральній частині Бразилії.

## Види
- Aspidoras albater
- Aspidoras belenos
- Aspidoras brunneus
- Aspidoras carvalhoi
- Aspidoras depinnai
- Aspidoras eurycephalus
- Aspidoras fuscoguttatus
- Aspidoras gabrieli
- Aspidoras lakoi
- Aspidoras maculosus
- Aspidoras marianae
- Aspidoras menezesi
- Aspidoras microgalaeus
- Aspidoras pauciradiatus
- Aspidoras poecilus
- Aspidoras psammatides
- Aspidoras raimundi
- Aspidoras rochai
- Aspidoras spilotus
- Aspidoras taurus
- Aspidoras velites
- Aspidoras virgulatus

## Тримання в акваріумі
Підходять акваріуми від 50 літрів. На дно насипають дрібний пісок жовтого кольору. 30-40 % площі засаджують рослинністю. На дно можна покласти кілька маленьких корчів і неправильної форми камінчик. Головна умова — утримання групою від 7-10 особин. Сомики даного роду славляться своєю згуртованістю. Сусідами сомиків можуть стати карликові коридораси — пігмеї і хастатуси, отоцинклюси, нанностомуси і апістограмми. Їдять будь-який корм для акваріумних риб. З технічних засобів знадобиться внутрішній фільтр середньої потужності для створення помірної течії, компресорів. Температура тримання повинна становити 22-25 °C.